# 波多野朝定
波多野 朝定（はだの ともさだ）は、鎌倉時代前期から中期の武士。鎌倉幕府御家人。

## 生涯
相模国余綾郡波多野荘を名字の地とする波多野氏の一門で、伊勢国に地縁を持つ義定の子。建仁3年（1213年）和田合戦では大伯父の忠綱父子とともに北条氏方として和田義盛方と戦う。合戦の最中、法華堂に退避していた源実朝が鎌倉近在に布陣した西相模の武士らを慰撫するために御教書を発給しようとした際、朝定は傷を負いながらも戦場から実朝の元へ参上して奉書を作成し、彼らを味方に引き入れることに成功した。建保6年（1218年）2月、実朝の近衛大将任官に際して上洛し、かつて源頼朝が就いた右大将ではなく実朝の望む左大将に任ずるよう関白近衛家実に運動し、達成するや鎌倉へ戻って使節の労を賞された。承久3年（1221年）北条政子の夢に兵乱到来を告げ、北条泰時の伊勢信仰を求める伊勢神宮の神託があったため、朝定は神宮神職荒木田氏の外孫にあたる縁から奉幣使として伊勢へ派遣され、実際に承久の乱で幕府方が勝利すると領地寄進のために再び神宮に赴いている。天福2年（1234年）合奉行が設置されると、その一人に任命された。仁治3年（1242年）に出家して蓮阿と号。年は不明だが91歳で没したという。
朝定は和歌に長じ、貞永元年（1232年）永福寺の和歌会や嘉禎3年（1237年）御所の和歌会に参加している。『続後撰和歌集』にも入集している。